# La caixa de cartó
L'aventura de la caixa de cartró (anglès: The Adventure of the Cardboard Box) " és una de les 56 històries breus de Sherlock Holmes escrites per Sir Arthur Conan Doyle. La història es va publicar per primera vegada a The Strand Magazine al Regne Unit el gener de 1893, i a Harper's Weekly als Estats Units el 14 de gener de 1893. És la segona de les dotze històries recollides a The Memoirs of Sherlock Holmes a la majoria d'edicions britàniques del cànon, i la segona de les vuit històries de His Last Bow en la majoria de versions americanes.

## Sinopsi
La senyoreta Susan Cushing de Croydon rep un paquet al correu que conté dues orelles humanes tallades empaquetades amb sal gruixuda. L'inspector Lestrade de Scotland Yard sospita que es tracta d'una broma feta per tres estudiants de medicina que la senyoreta Cushing es va veure obligada a desallotjar a causa del seu comportament rebel. El paquet va ser enviat des de Belfast, la ciutat d'origen d'un dels antics inquilins. En examinar el paquet ell mateix, Holmes està convençut que és una prova d'un delicte greu. Raona que un estudiant de medicina amb accés a un laboratori de dissecció probablement faria servir alguna cosa que no sigui la sal pura per preservar les restes humanes i seria capaç de fer un tall més precís del que suggereixen les orelles tallades. L'adreça del paquet, escrita aproximadament i amb una correcció ortogràfica, suggereix a Holmes que el remitent no té educació i no està familiaritzat amb Croydon.
Holmes considera la solució tan senzilla que li demana a Lestrade que no esmenti el seu nom en relació amb això. Unes preguntes senzilles a la senyoreta Cushing, unes quantes observacions, un cable a Liverpool i una visita a la germana de la senyoreta Cushing, Sarah (el metge li va negar l'ingrés a Holmes perquè tenia "febre cerebral") convencen a Holmes que les orelles pertanyen a l'altra germana de la senyoreta Cushing, Mary, i al seu amant extramatrimonial, i que han estat assassinats. Està convençut que el marit separat de Mary, Jim Browner, és l'assassí, i que Browner havia enviat la caixa de cartró que conté les orelles a la casa dels Cushing a Croydon (adreçant-s'hi simplement a "S. Cushing"), sense adonar-se que la Sarah ja no residia allà. Browner, que era un home desagradable quan estava borratxo, havia volgut horroritzar a Sarah (més aviat que Susan) perquè finalment va culpar a Sarah d'haver causat els problemes que van culminar amb l'assassinat de la seva dona i el seu amant.
Browner és realment un mariner, i Belfast va ser el primer port on va tenir l'oportunitat d'enviar el paquet. Lestrade, actuant segons la informació de Holmes, està esperant per arrestar-lo quan el seu vaixell arribi a Londres. Ho confessa tot. Se li presenta amb una simpatia considerable, un home senzill tan turmentat per la culpa pel seu acte que li agradaria ser penjat. L'autèntic dolent de la història —moralment si no legalment— és Sarah Cushing, que es va enamorar i va intentar seduir el mateix Browner; després, quan ell va rebutjar els seus avenços, es va proposar destrossar el seu matrimoni amb la seva germana Mary, enverinant-li la ment al seu propi marit i introduint-la i empenyent-la a un nou amant, que ella va acceptar fàcilment, sobretot tenint en compte la propensió del seu marit a emborratxar-se (i ser més aviat rude quan està tan begut). Al final, la incapacitat del seu marit d'acceptar la seva traïció i la pura gelosia per descobrir la aventura, fan que cometi el que Holmes considera un "crim passional".

## Historial de publicacions

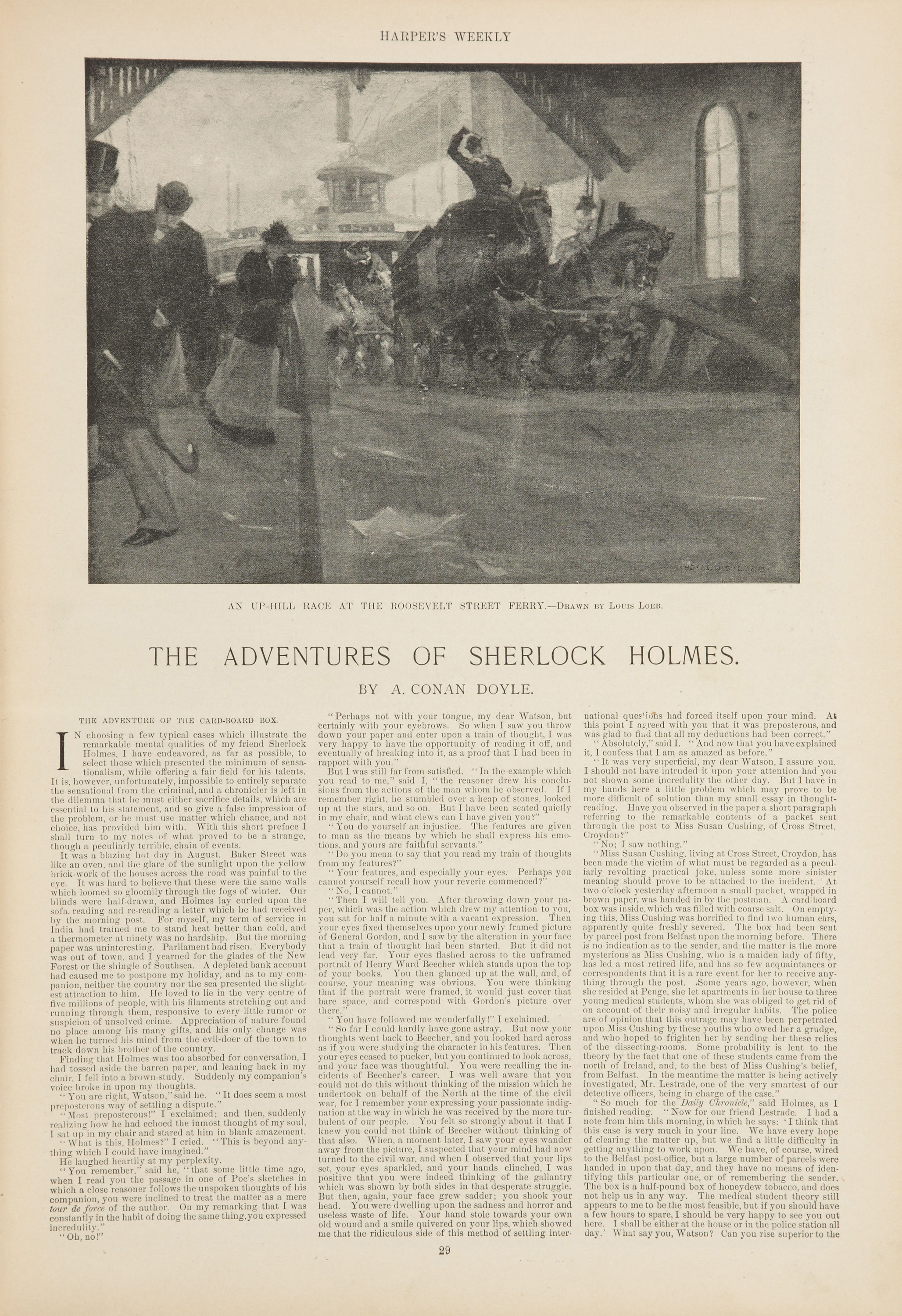
"L'aventura de la caixa de cartró" es va publicar a Harper's Weekly el 14 de gener de 1893. (Una il·lustració no relacionada de Louis Loeb precedeix la història.)

La història es va publicar al Regne Unit a The Strand Magazine el gener de 1893, i als Estats Units a Harper's Weekly el 14 de gener de 1893. També es va publicar a l'edició nord-americana de Strand el febrer de 1893. A The Strand Magazine, la història incloïa vuit il·lustracions de Sidney Paget. No va incloure cap il·lustració a Harper's Weekly.
"L'aventura de la caixa de cartró" no es va publicar a la primera edició britànica de The Memoirs of Sherlock Holmes, però sí que es va publicar a la primera edició americana, tot i que es va eliminar ràpidament a causa del seu tema controvertit. La història es va tornar a publicar més tard el 1917 a His Last Bow . Encara avui, la majoria de les edicions americanes del cànon l'inclouen amb His Last Bow , mentre que la majoria de les edicions britàniques mantenen la història al seu lloc original, dins de The memoirs.
Quan "L'aventura de la caixa de cartró" es va retirar de la publicació, Conan Doyle va traslladar un passatge que mostrava a Holmes "llegint la ment" Watson a "L'aventura del pacient intern" (el text del passatge mogut va des de "Les nostres persianes estaven mig tirades, i Holmes estirat arrossegat al sofà" fins a "No hauria d'haver-hi intruït la vostra atenció si no haguéssiu mostrat una mica d'incredulitat l'altre dia"). Aquest passatge revela que el Dr. Watson és un àvid admirador d'Henry Ward Beecher, el retrat del qual guarda a casa seva. El passatge sembla tenir poc a veure amb el misteri, però pot ser una referència subtil al tema de l'adulteri, ja que Beecher va ser jutjat per aquest delicte el 1875, un esdeveniment que molts lectors contemporanis haurien recordat.

## Adaptacions

### Cinema i televisió
La història va ser adaptada com a curtmetratge mut titulat The Cardboard Box l'any 1923, com un dels curtmetratges de la sèrie de pel·lícules de Sherlock Holmes de Stoll Pictures. La va protagonitzar Eille Norwood com Sherlock Holmes i Hubert Willis com el Dr. Watson. Hilda Anthony va interpretar Mary Browner i Johnny Butt va interpretar James Browner.
L'adaptació de Granada TV amb Jeremy Brett, emesa l'11 d'abril de 1994, va ser generalment fidel a l'original.
L' episodi de la sèrie Elementary "Ears to You" és una adaptació solta d'aquesta història.
La sèrie d'HBO Àsia/Hulu Japan del 2018, Miss Sherlock, adapta aquesta història com l'episodi "Stella Maris".

### Ràdio
La història va ser adaptada per Edith Meiser com a episodi de la sèrie de ràdio The Adventures of Sherlock Holmes. L'episodi, que es va emetre el 5 de novembre de 1931, comptava amb Richard Gordon com Sherlock Holmes i Leigh Lovell com el Dr. Watson. Una altra producció de la història es va emetre el setembre de 1936, amb Gordon com a Holmes i Harry West com a Watson.
Meiser també va adaptar la història de The New Adventures of Sherlock Holmes per a episodis que es van emetre el gener de 1940 i l'agost de 1943 amb Basil Rathbone interpretant Holmes i Nigel Bruce interpretant Watson.
La història va ser adaptada per al BBC Light Program l'any 1960 per Michael Hardwick, com a part de la sèrie de ràdio 1952–1969 protagonitzada per Carleton Hobbs com Holmes i Norman Shelley com Watson.
"The Cardboard Box" va ser dramatitzat per Roger Danes per a BBC Radio 4 el 1994 com un episodi de la sèrie de ràdio 1989-1998 protagonitzada per Clive Merrison com Holmes i Michael Williams com Watson (a la sèrie de His Last Bow). Va comptar amb Kevin Whately com Browner i Teresa Gallagher com Mary Browner; també va presentar Stephen Thorne com l'inspector Lestrade, que abans havia estat interpretat per Donald Gee.
El 2010, la història va ser adaptada com a episodi de la sèrie de ràdio The Classic Adventures of Sherlock Holmes, amb John Patrick Lowrie com a Holmes i Lawrence Albert com a Watson.

## Bibliogria
- Cawthorne, Nigel. A Brief History of Sherlock Holmes.  Running Press, 2011. ISBN 978-0762444083.
- Dickerson, Ian. Sherlock Holmes and His Adventures on American Radio.  BearManor Media, 2019. ISBN 978-1629335087.
- Smith, Daniel. The Sherlock Holmes Companion: An Elementary Guide. Updated.  Aurum Press, 2014. ISBN 978-1-78131-404-3.